# Vasilij Nikolajevič Barsukov
Vasilij Nikolajevič Barsukov, (rus. Барсуков, Василий Николаевич) sovjetski letalski častnik, vojaški pilot in letalski as, * 6. avgust 1922, † 1991. 
Barsukov je v svoji vojaški karieri dosegel 22 samostojnih in 6 oz. 7 skupnih zračnih zmag.

## Življenjepis
Leta 1941 je vstopil v Černigovsko vojnoletalsko šolo, ki jo je končal aprila 1941. Julija istega poleta je postal član 13. gardne lovske letalske divizije.
Opravil je 380 bojnih poletov in sodeloval v 70 zračnih bojih.

## Odlikovanja
- heroj Sovjetske zveze (19. april 1945)
- red Lenina
- 2x red rdečega prapora
- red Aleksandra Nevskega
- red domovinske vojne 1. in 2. stopnje